# Brownville (Nueva York)
Brownville es un pueblo ubicado en el condado de Jefferson en el estado estadounidense de Nueva York. En el año 2000 tenía una población de 5.843 habitantes y una densidad poblacional de 38 personas por km².

## Demografía
Según la Oficina del Censo en 2000 los ingresos medios por hogar en la localidad eran de $38,277, y los ingresos medios por familia eran $43,866. Los hombres tenían unos ingresos medios de $33,889 frente a los $21,904 para las mujeres. La renta per cápita para la localidad era de $16,303. Alrededor del 8.2% de la población estaban por debajo del umbral de pobreza.